# Bilje
Bilje (ugriska: Bellye) är en ort i Kroatien.   Den ligger i staden Grad Osijek och länet Baranja, i den östra delen av landet, 220 km öster om huvudstaden Zagreb. Bilje ligger 84 meter över havet och antalet invånare är 3 282.
Terrängen runt Bilje är mycket platt. Runt Bilje är det glesbefolkat, med 16 invånare per kvadratkilometer. Närmaste större samhälle är Osijek, 7,3 km sydväst om Bilje. Runt Bilje är det i huvudsak tätbebyggt.